# Tian-Șan

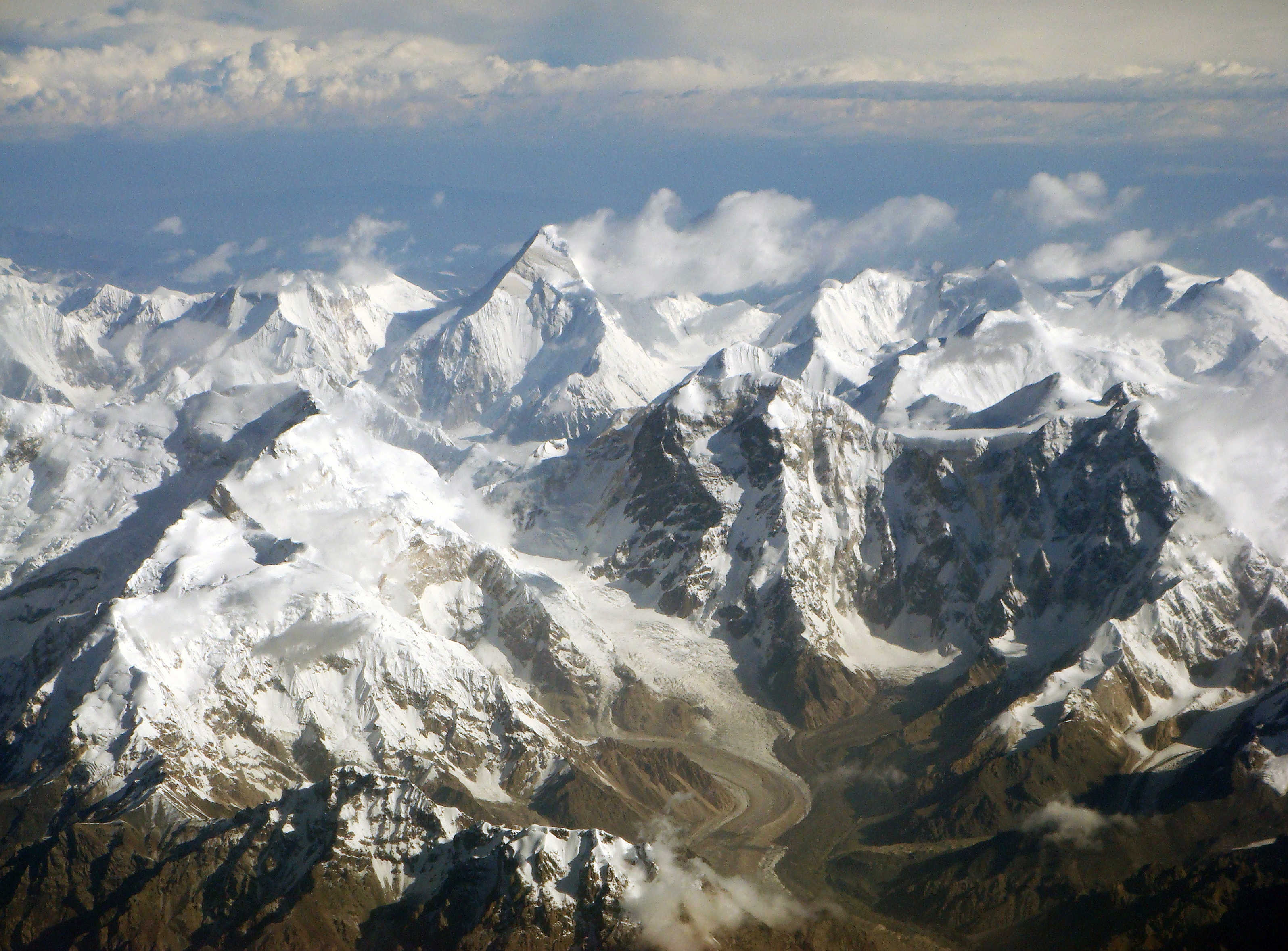
Tian-Șanul Central cu vârfurile Han-Tengri (sus) și Jenghiș Ciokusu (stânga)

Tian-Șan (în chineză: 天山; pinyin: Tiānshān, în turcă Tanrı Dağı, în mongolă Тэнгэр уул, transliterat: Tenger uul, în uigură تەڭرىتاغ, transliterat: Tengri tagh, în kazahă Táńirtaýy / Alataý, cu alfabetul chirilic: Тәңіртауы / Алатау, în kîrgîză Теңир-Тоо / Ала-Тоо, transliterat: Tengir-Ta / Ala-Too, în uzbecă Tyan-Shan / Tangritog‘), cunoscut și sub numele de Tengri Tagh sau Tengir-Too, însemnând „Munții Cerului” sau „Muntele Ceresc”, este un sistem mare de lanțuri montane situate în Asia Centrală. Cel mai înalt vârf din Tian-Șan este Jenghiș Ciokusu, cu 7.439 de metri înălțime. Cel mai de jos punct este Depresiunea Turpan, care se află la 154 m sub nivelul mării.
Originea pandemiei de ciumă din Evul Mediu, Moartea Neagră, a fost localizată în Tian-Șan.

## Situare geografică

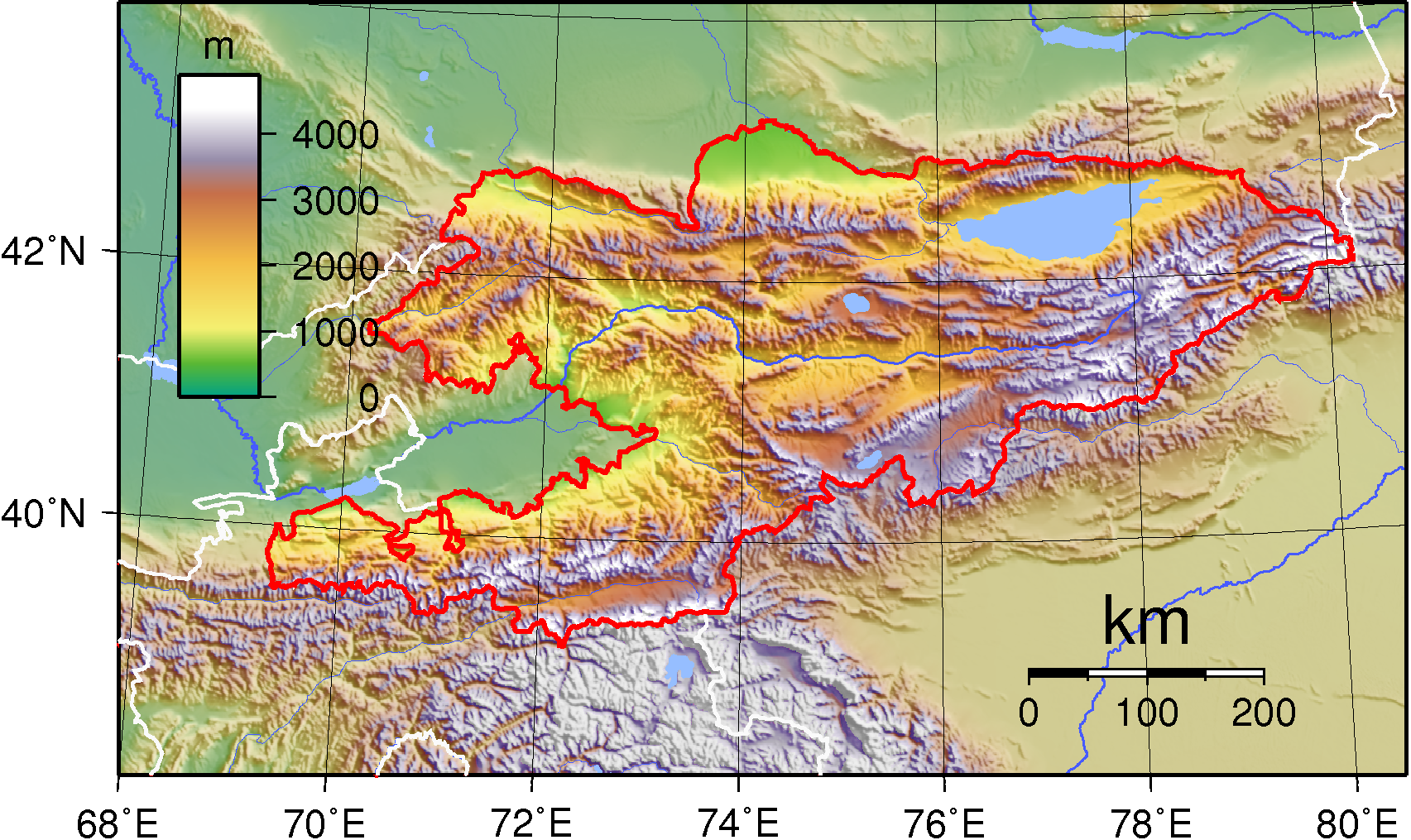
Kârgâzstan (granițele marcate cu roșu) Indentarea de la vest este Valea Fergana.

Tian-Șan se afla la nord și la vest de deșertul Taklamakan și direct la nord de bazinul Tarim, în regiunea de frontieră dintre Kazahstan, Kârgâzstan și regiunea Xinjiang din nord-vestul Chinei. În sud se învecinează de Munții Pamir, iar la nord și est cu Munții Altai din Mongolia.
Acești munți fac parte din Centura Alpidă sau Centura orogenică Alpi-Himalaya, ei formându-se prin coliziunea plăcii indiene și a celei eurasiatice în era cenozoică. Acestea sunt unul dintre cele mai lungi lanțuri montane din Asia Centrală și se întind la aproximativ 2.900 de kilometri spre est de la Tașkent, în Uzbekistan.

## Orografie

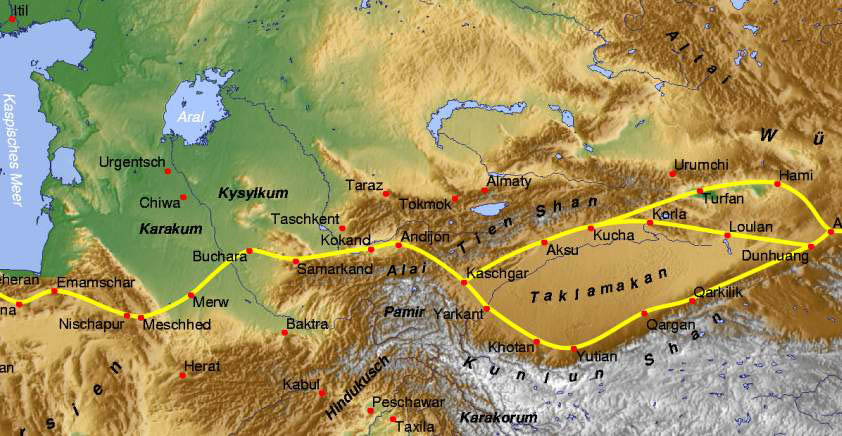
Tian-Șan cu vechiul drumul mătăsii

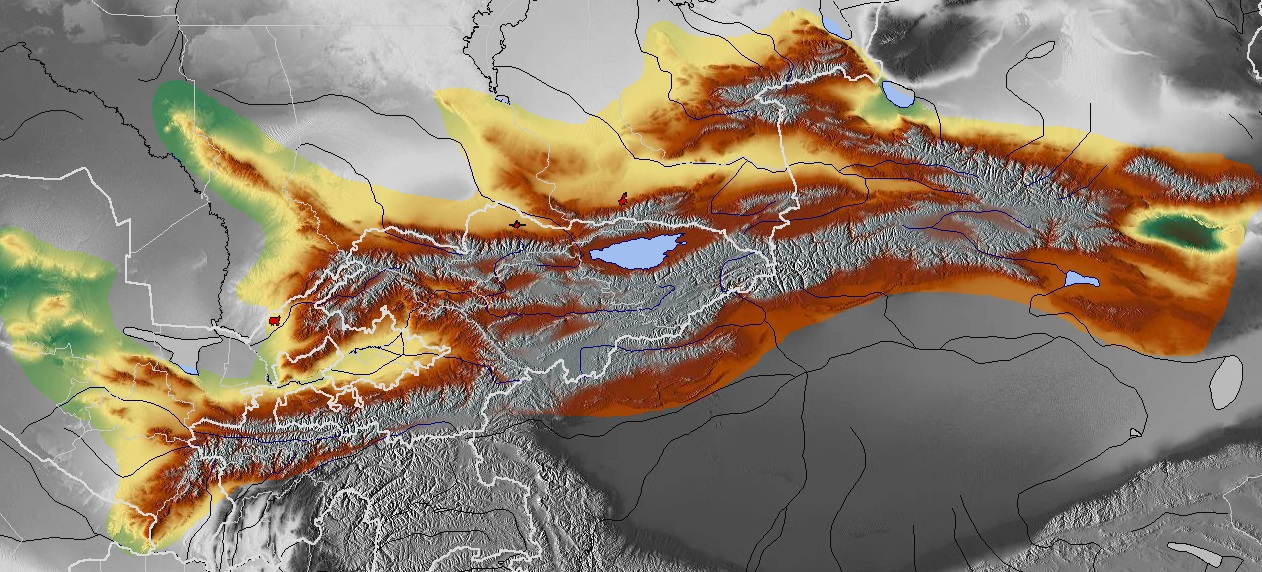
Tian-Șan

Tian-Șan reprezintă o serie de lanțuri montane care sunt adesea menționate separat (toate distanțele sunt aproximative).
În China Tian-Șanul începe la nord de orașul Hami cu munții Barkol și Karlik, la aproximativ 600-400 km est de Ürümqi. Apoi Bogda Shan (Munții Zeilor) se întind de la 350 la 40 km est de Ürümqi. Apoi există o zonă joasă între Ürümqi și Depresiunea Turfan. Munții Borohoro încep chiar la sud de Ürümqi și se întind spre vest-nord-vest 450 km separând Djungaria de bazinul râului Ili. Capătul lor nordic se învecinează cu Alatau Djungar care se întinde pe 200 km spre est-nord-est de-a lungul graniței chinezo-kazahe. Începe la 50 km est de Taldîqorgan în Kazahstan și se termină la Poarta Djungariei.
În Kârgâzstan linia principală a Tian-Șanului continuă cu lanțul muntos Narat de la baza Borohorosului 570 km spre vest până la punctul în care se întâlnesc granițele Chinei, Kazahstanului și Kârgâzstanului. Aici este cea mai înaltă parte a lanțului muntos – Tian-Șanul Central, cu vârfurile Pobeda (lanțul Kakșaal Too) și Han Tengri. La vest de acesta, Tian-Șanul formează un „ochi”, cu lacul Issîk Kul în centru. La sud de lac este lanțul Terskey Alatau și la nord Kyungey Ala-Too (Ala-Too umbros și însorit). La nord de Kyungey Ala-Too și paralel cu acesta se află lanțul Trans-Ili Alatau din Kazahstan, chiar la sud de Almaty. La vest de ochi, lanțul continuă 400 km ca Kyrgyz Ala-Too, separând Regiunea Chüy de Regiunea Naryn și apoi Kazahstanul de valea superioară a râul Talas, la sud de care se întind pe 200 km Munții Talas Ala-Too („Ala-too” este varianta kârgâză a lui Alatau). La capătul de est al Talas Alatau, lanțul Suusamyr Too se întinde spre sud-est, înconjurând Valea Suusamyr.
În ceea ce privește zona de la est de Valea Fergana, există un grup de 800 kilometri (500 mi) de munți care se curbează vest-sud-vest de la sud de lacul Issîk-Kul, care separă Basinul Tarim de Valea Fergana. Munții  Fergana se întind spre nord-est spre Talas Ala-Too și separă bazinul superior al râului Narîn de Valea Fergana propriu-zisă. Capătul de sud al acestor munți se contopește cu Pamir în Tadjikistan (Munții Alay și Munții Trans-Alay).

## Clima
Amplasarea Tian-Șanului departe de Oceanul Atlantic, în mijlocul unor câmpii deșertice uscate, determină caracterul în general puternic continental al climei sale. Marile diferențe de altitudine și complexitatea reliefului duc la diferențe considerabile de temperatură și umiditate. În nord și în Tian-Șanul Interior temperaturile pot atinge -50°C iarna și peste 40°C vara. În general, temperatura medie este mai ridicată pe versantul sudic decât pe cel nordic, iar în est mai ridicată decât în vest.
Curenții de aer dinspre vest aduc mase de aer umed dinspre Atlantic spre Munții Tian-Șan. Terenul muntos duce la formarea precipitațiilor determinate orografic (în unele locuri peste 1600 mm pe an) în regiunile montane medii și înalte, în special pe versanții orientați spre vest și nord-vest. În schimb, pe versanții estici și în văile din Tian-Șanul Interior și Central predomină condițiile uscate (precipitații de 200-300 mm pe an). Precipitațiile medii anuale sunt de 600-800 mm.
Încălzirea aerului în timpul verii deasupra deșerturilor din Asia Centrală contribuie la ridicarea zonei de formare a norilor în Tian-Șan. Acesta este motivul pentru altitudinea ridicată a liniei zăpezii. În interiorul și în centrul Tian-Șanului, trecătorile la altitudini chiar și de peste 4.000 m, sunt libere de zăpadă în timpul verii.

## Zone altitudinale

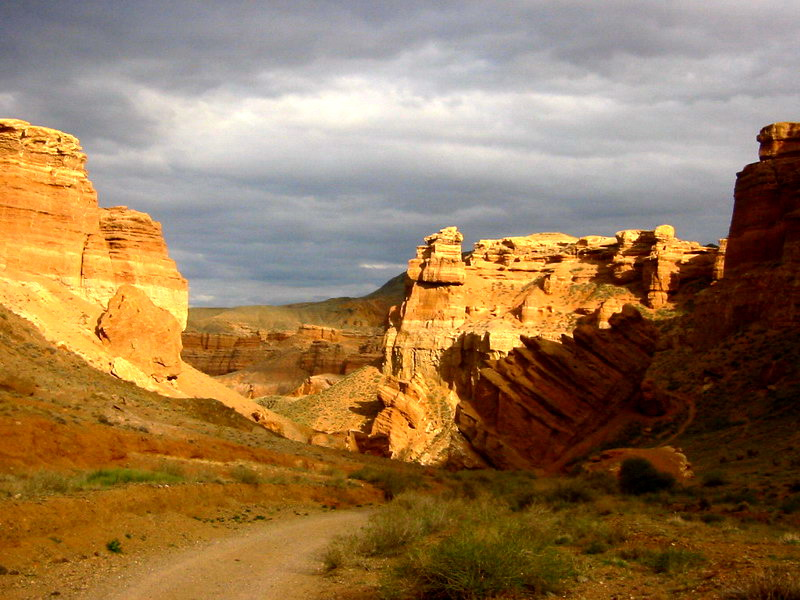
Canionul Șarîn, Kazahstan

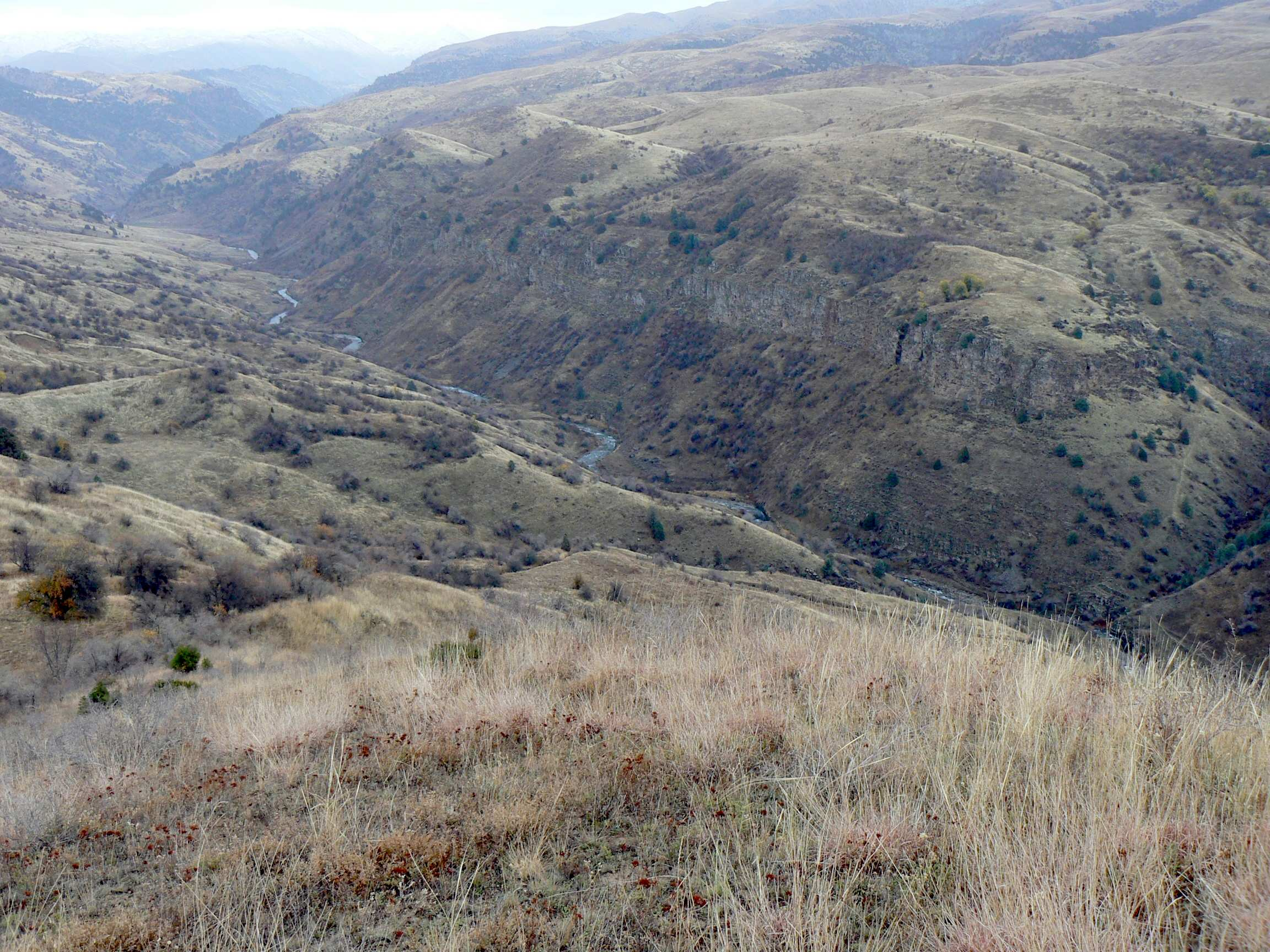
Parcul Național Sairam-Ugam, Kazahstan

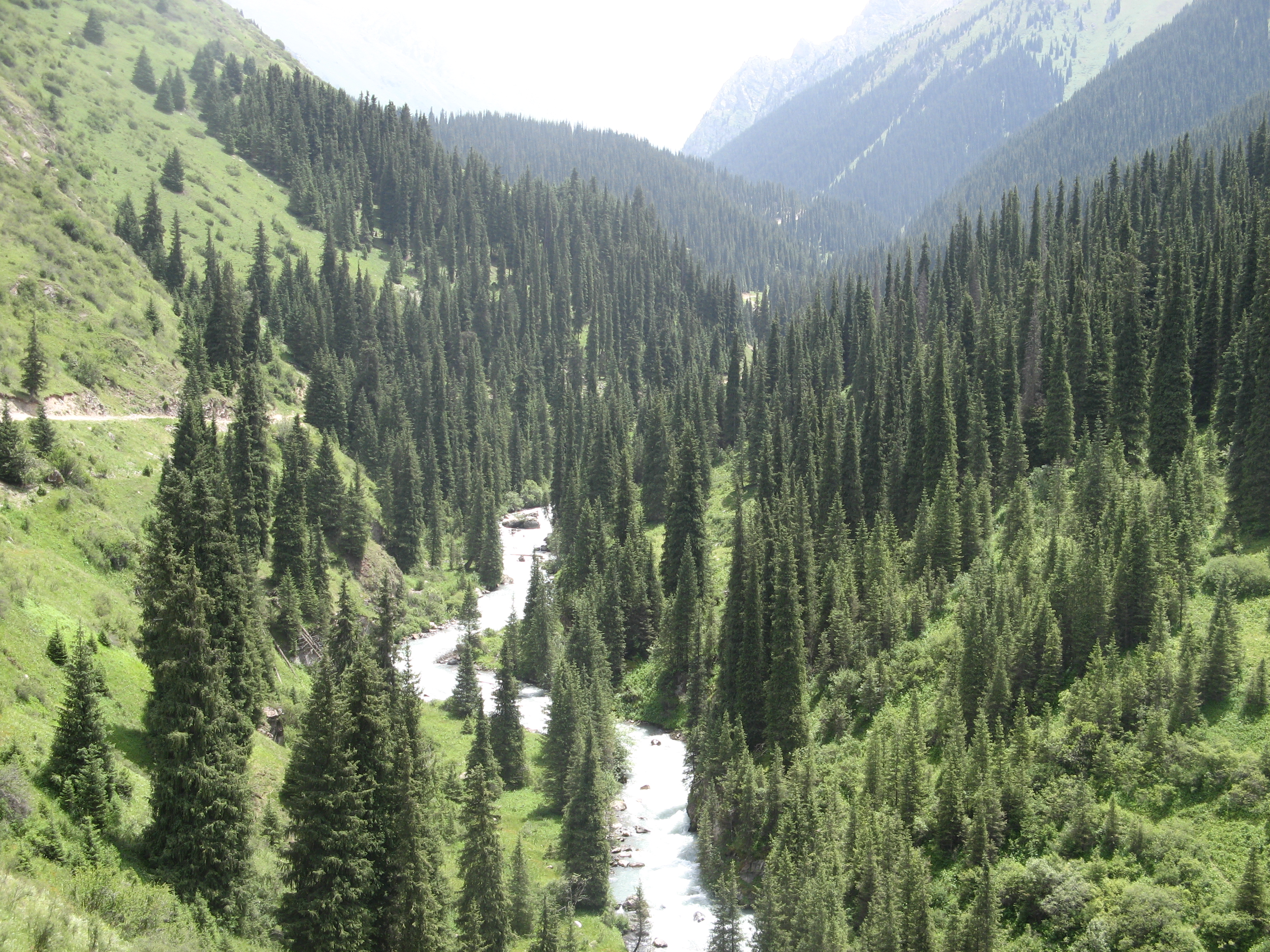
Pădure de molizi de Tian-Șan

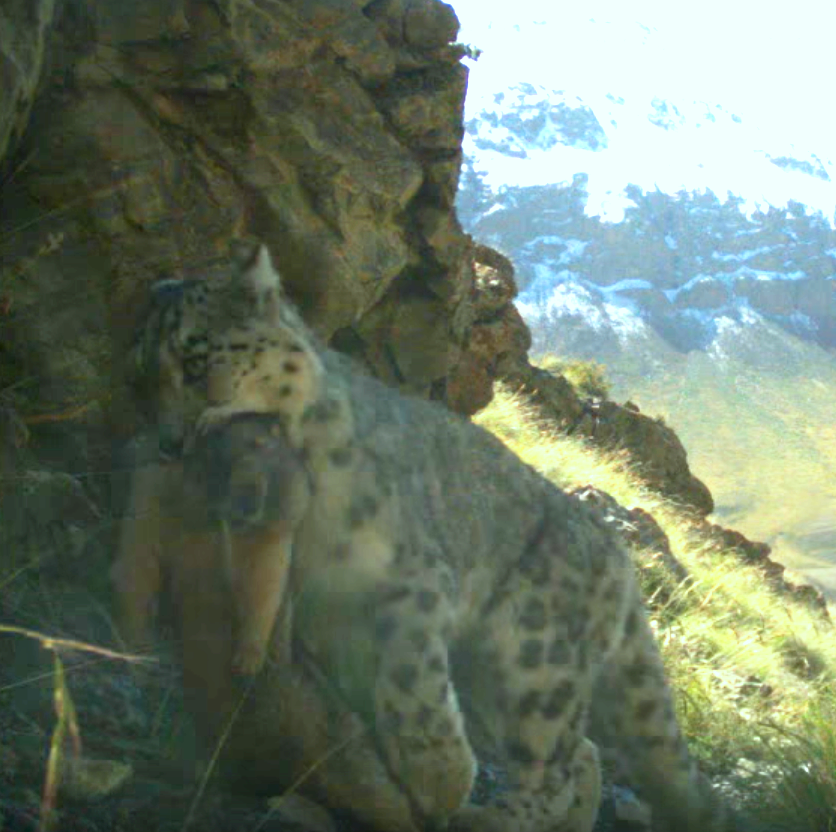
Leopardul zăpezilor cu o marmotă vânată

Încă la mijlocul secolului al XIX-lea au fost identificate cinci zone altitudinale în Tian-Șan și au fost descrise caracteristicile naturale ale acestora.
Zona semideșertică de la poalele munților până la altitudinea de 900 m este dominată de comunități vegetale de Artemisia și graminee pe soluri cenușii. Pentru ceastă zonă este specifică fauna de deșert și de stepă.
În următoarea zonă altitudinală, stepa de munte, sunt obișnuite stepele uscate cu predominanță de năgară, păiuș, cu un adaos de pelin pe soluri castanii. În stepa montană sunt pășuni de primăvară-vară (jos) și pășuni de vară-toamnă (sus).
La altitudinea de 1.500-2.000 de metri începe zona de pădure, pajiște și stepă. Aceasta este o zonă montană cu pante abrupte și defileuri de eroziune înguste. Pădurile de foioase din Tian-Șan nu formează o centură continuă, ci sunt situate în masive individuale între stepe, pajiști, desișuri de arbuști (măceșul este deosebit de răspândit) și zone stâncoase. În secolul al XIX-lea tigrii încă mai trăiau aici. O caracteristică specială a ecosistemului Tian-Șanului sunt pădurile de pomi sălbatici. Acestea sunt reprezentate de comunități vegetale în care domină mărul sălbatic asiatic (Malus sieversii), nucul (Juglans regia) sau caisul (Prunus armeniaca). Tian-Șan este locul în care au fost domesticiți caisul mărul și părul. În centurile superioare ale zonei de pădure-pajiște-stepă (de la 1700 m) cresc păduri de molid de Tian-Șan (Picea schrenkiana subsp. tianschanica), la care se adaugă în vestul Tian-Șanului bradul lui Semenov (Abies sibirica var. semenovii). La început, pădurile de molid apar mai ales în adâncul defileurilor și pe versanții nordici. Mai sus, molidul crește și pe versanții sudici. Pădurile de conifere din Tian-Șan găzduiesc căprioara siberiană și linxul.
De la 2600-2800 m începe zona pajiștilor de munte, pe alocuri cu ienupăr târâtor. Aceste pajiști servesc ca pășuni de vară excelente - jailau. Se disting trei centuri: subalpină, alpină și subnivală. Pajiștile subalpine din Tian-Șan sunt acoperite de vegetație ierboasă înaltă și foarte bogată în specii. Pe lângă graminee, există și multe ierburi viu-colorate (Geraniaceae (mușcate ș.a.), Ranunculus (piciorul cocoșului) etc.). În centura alpină crește o vegetație de ierburi joase și dese, precum și de kobresia, întreruptă de stânci și pietriș. Mai sus, în centura subnivală, acoperirea vegetală este doar fragmentară. Caracteristici pentru zona de pajiști montane sunt argali, capra siberiană (Capra sibirica), leopardul zăpezilor, ursul brun de Himalaya (Ursus arctos isabellinus), iepurii fluierători, numeroase marmote și Tetraogallus himalayensis.
De la 3.600-3.800 m începe zona glaciar-nivală, cu ghețari și stânci.

## Hidrologie

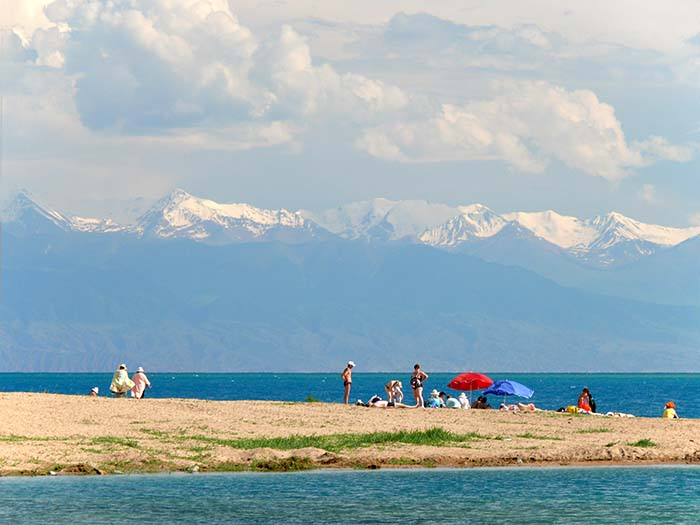
Vârfurile înzăpezite ale Tian-Șan văzute de pe o plajă Lacul Issîk-Kul.

Principalele râuri care izvorăsc în Tian-Șan sunt Sîrdaria, Ili și Tarim. Primele două curg spre nord-vest, în timp ce ultimul curge spre sud-est, în Bazinul Tarim.
Cel mai mare lac din Tian-Șan este Issîk-Kul, "lacul cald" în limba kirghiză. Acest lac cu apă salmastră este situat într-o depresiune tectonică adâncă. Adâncimea sa maximă este de 702 m, iar suprafața sa este de 6200 km². Lacul nu îngheață niciodată, iar amplitudinea temperaturilor în zona sa de coastă este cea mai mică din tot Tian-Șanul.
Tian-Șanul joacă un rol important ca sursă de apă pentru agricultura din Asia Centrală și este cunoscut cu numele de "turnul de apă al Asiei Centrale". Nu este clar dacă poate continua să îndeplinească acest rol în condițiile crizei climatice. Se așteaptă ca temperatura medie anuală să crească cu până la 5,6 °C până în 2100, în timp ce tendințele privind precipitațiile rămân foarte neclare. În această privință ghețarii sunt importanți, deoarece asigură scurgerea apei în râuri în lunile de vară, când precipitațiile sunt reduse. Munții Tian-Șan sunt puternic glaciați; în Kârgâzstan ghețarii acoperă aproximativ 4 % din suprafața țării. Retragerea ghețarilor s-a accelerat începând cu anii 1970 și se preconizează că suprafața ghețarilor din Kârgâzstan se va micșora cu 70 până la 86 % până în 2100, iar scurgerea maximă în răuri se va muta de la începutul verii la sfârșitul iernii.

## Religie

### Tengrism
În Tengrism Khan Tengri este stăpânul tuturor spiritelor și zeitatea supremă a religiei și este numele dat celui de-al doilea vârf ca înălțime al Tian-Șanului.

## Galerie

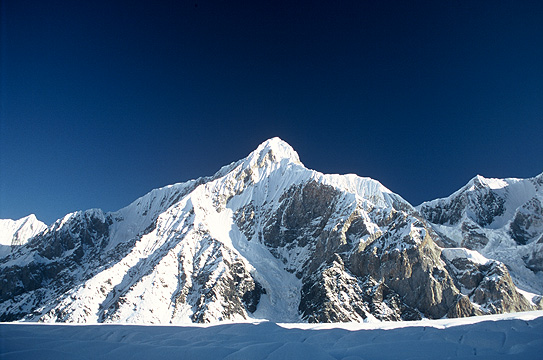
Vârful Gorki
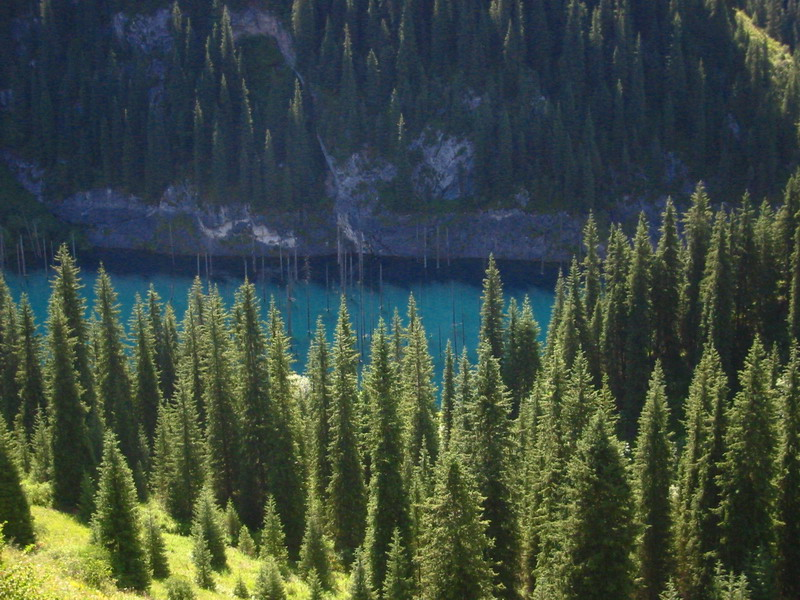
Pădure de molizi
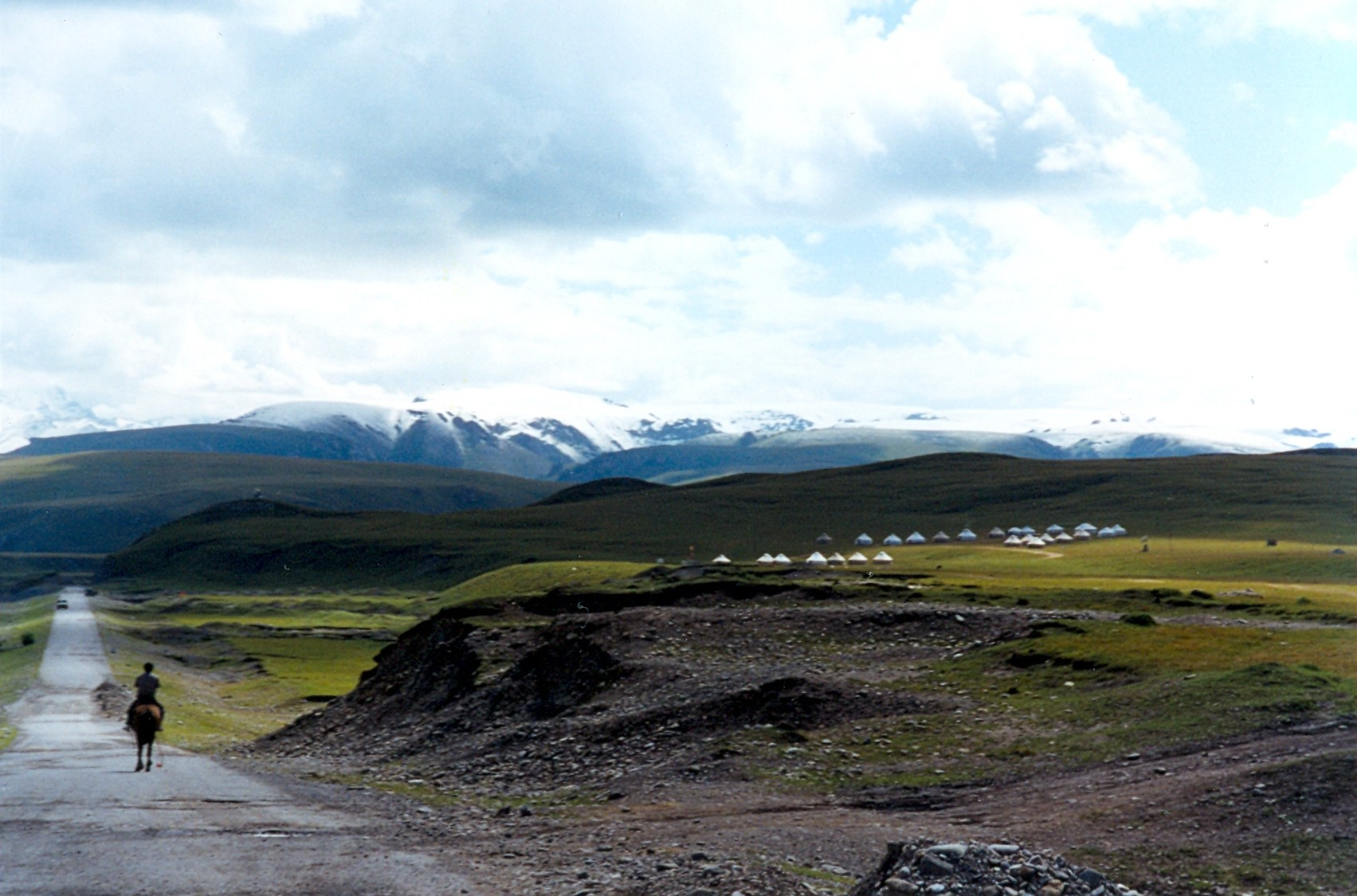
Drumul de la Yining la Kucha, Xinjiang, China
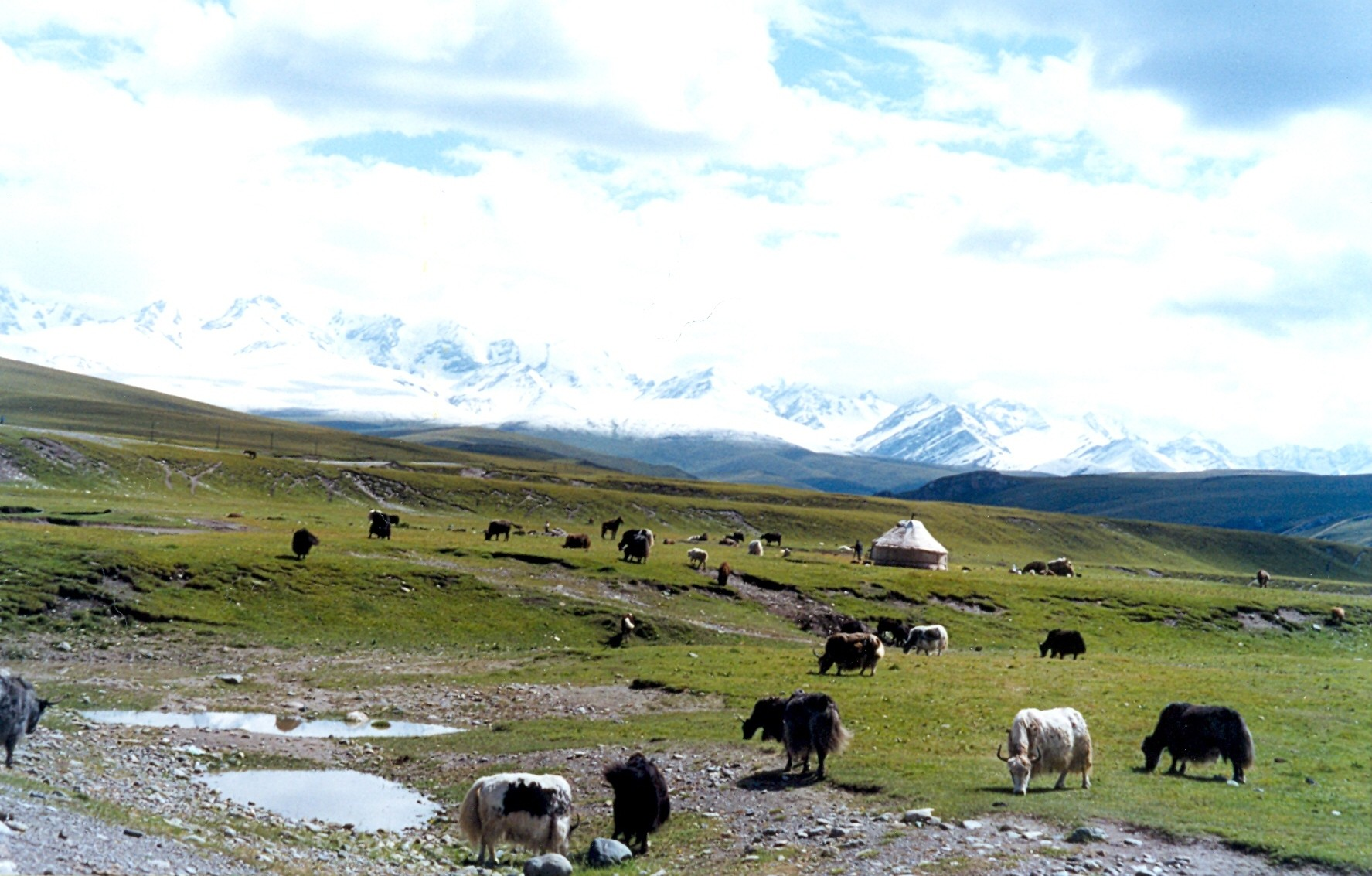
Iaci, Xinjiang, China
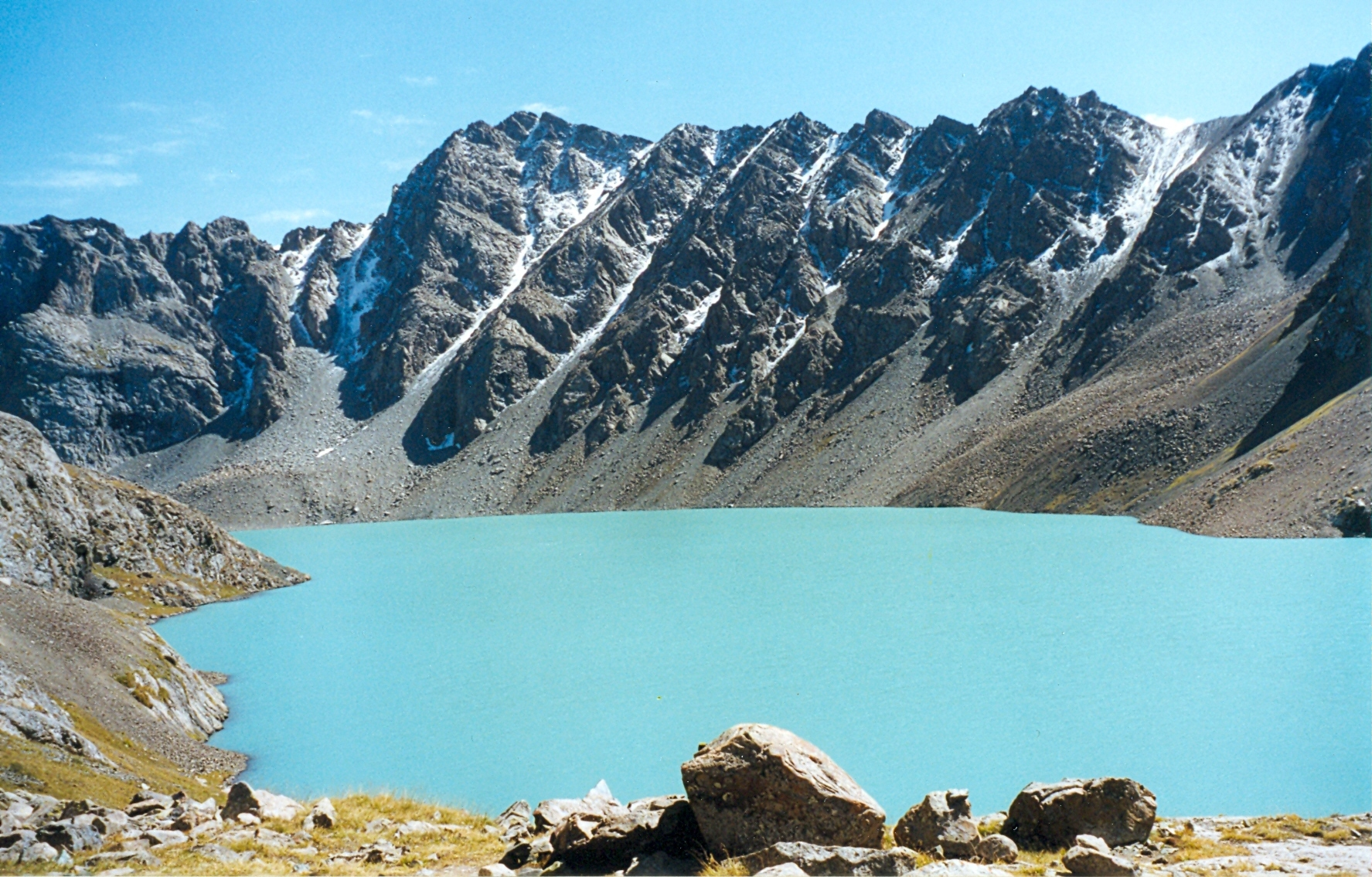
Ala Köl (lac), Kârgâzstan
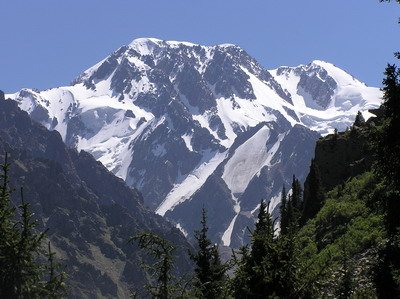
Vârful Talgar, Talgar
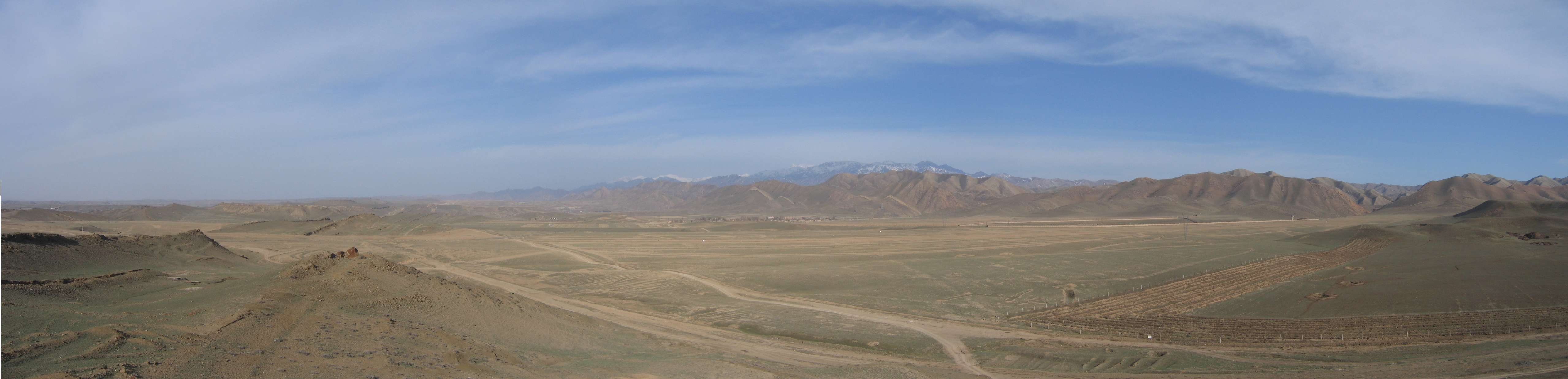
Munții Tian-Șan, Urumqi
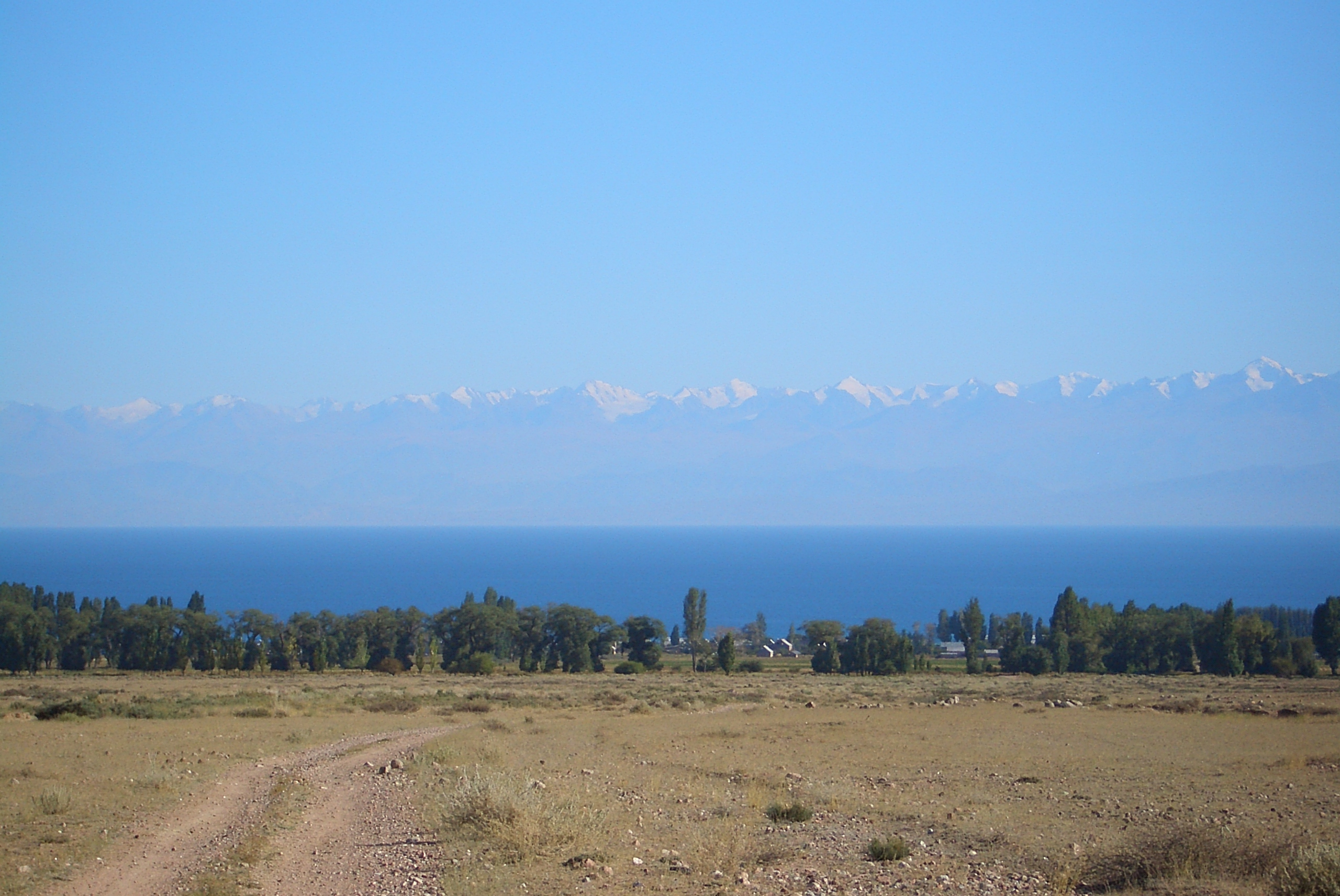
Munții Terskey Alatoo văzuți de dincolo de lacul Issîk-Kul
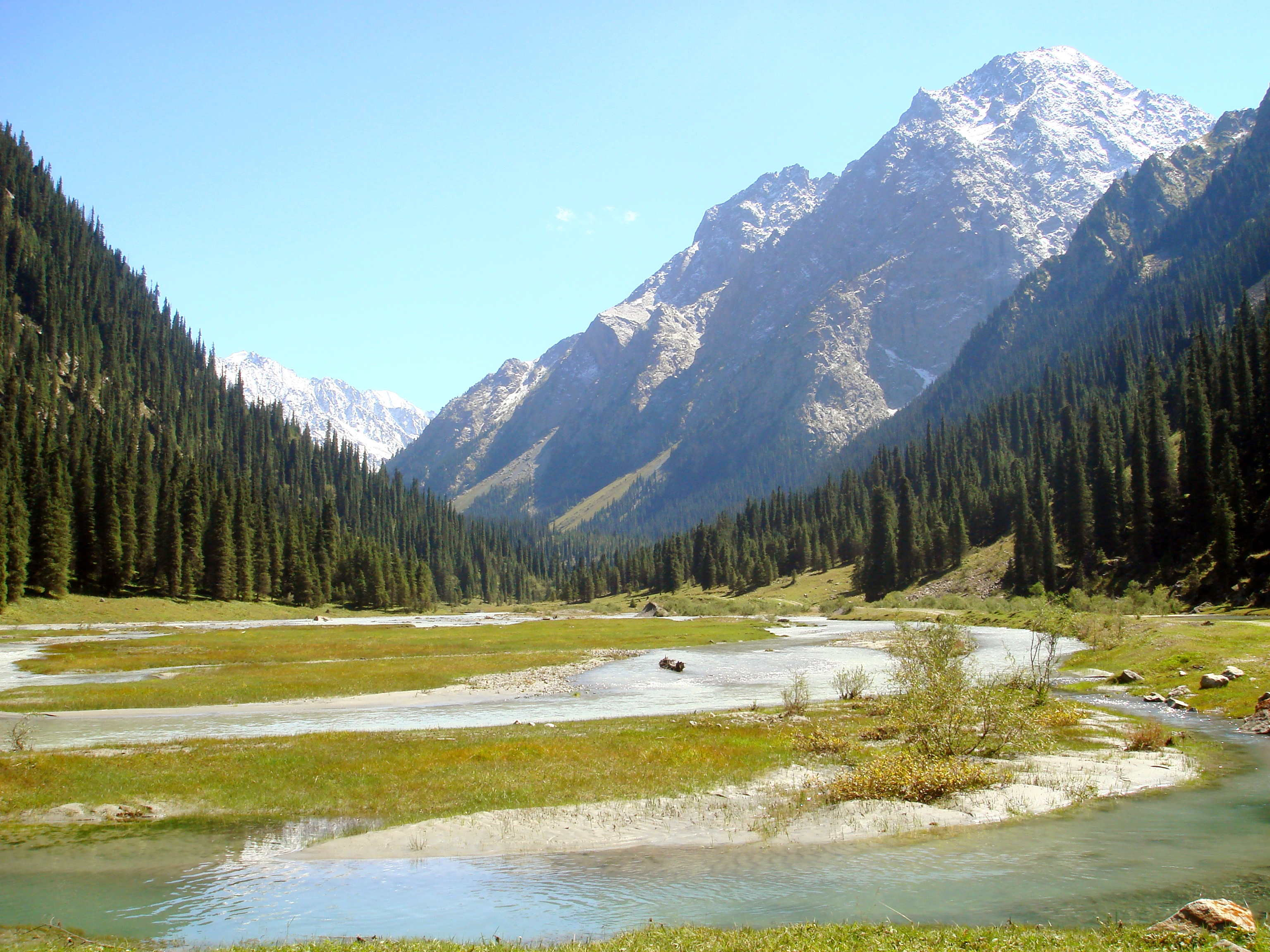
În valea Karakol (regiunea Issîk-Kul, Kârgâzstan)